# Taras Chtiej
Taras Jurjewicz Chtiej, ros. Тарас Юрьевич Хтей (ur. 22 maja 1982 w Zabużu w obwodzie lwowskim) – urodzony na Ukrainie siatkarz reprezentacji Rosji występujący na pozycji przyjmującego. Obecnie występuje w rosyjskiej Superlidze, w drużynie Lokomotiwu Biełgorod. Kapitan reprezentacji Rosji.
W 2004 roku zdobył brązowy medal na igrzyskach olimpijskich w Atenach, a złoty w 2012 roku na igrzyskach olimpijskich w Londynie.
W 2004 roku został odznaczony tytułem Zasłużonego Mistrza Sportu, a także Orderem „Za zasługi dla Ojczyzny” II klasy 16 marca 2007 roku.

## Sukcesy klubowe
Mistrzostwo Rosji:
- 2001, 2013
- 2002, 2004, 2005, 2008, 2010, 2015
- 2007, 2011, 2014, 2016

Puchar Top Teams:
- 2007

Puchar CEV:
- 2009

Puchar Rosji:
- 2012, 2013

Superpuchar Rosji:
- 2013, 2014

Liga Mistrzów:
- 2014

Klubowe Mistrzostwa Świata:
- 2014

## Sukcesy reprezentacyjne
Mistrzostwa Świata Kadetów:
- 1999

Mistrzostwa Europy Kadetów:
- 1999

Mistrzostwa Europy Juniorów:
- 2000

Mistrzostwa Świata Juniorów:
- 2001

Letnia Uniwersjada:
- 2001

Liga Światowa:
- 2002, 2011
- 2010

Mistrzostwa Świata:
- 2002

Liga Europejska:
- 2005
- 2004

Igrzyska Olimpijskie:
- 2012
- 2004

Mistrzostwa Europy:
- 2005

Memoriał Huberta Jerzego Wagnera:
- 2011

Puchar Świata:
- 2011

## Nagrody indywidualne
- 2005: Najlepszy zagrywający Ligi Europejskiej
- 2010: Najlepszy siatkarz sezonu 2009/2010 (nagroda im. A.Kuzniecowa) w rosyjskiej Superlidze[1]

## Odznaczenia
- Order Przyjaźni (13 sierpnia 2012) – za wielki wkład w rozwój kultury fizycznej i sportu, wysokie osiągnięcia sportowe na zawodach XXX Olimpiady 2012 roku w mieście Londynie (Wielka Brytania)[2]
- Order „Za zasługi dla Ojczyzny” II klasy (16 marca 2007)
- tytuł Zasłużonego Mistrza Sportu (2004).